# Wolgadeutsche Republik

Wappen der ASSR der Wolgadeutschen

Flagge der ASSR der Wolgadeutschen

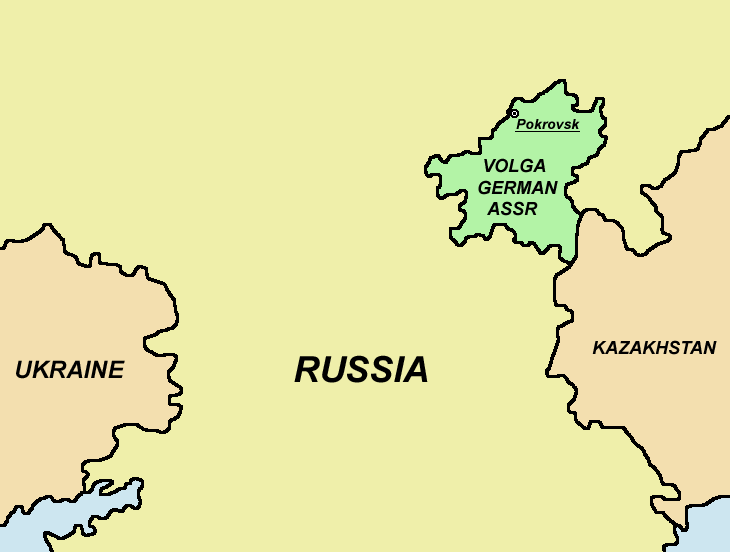
Lage der Wolgadeutschen ASSR innerhalb der UdSSR

Karte der ASSR der Wolgadeutschen

Die Autonome Sozialistische Sowjetrepublik der Wolgadeutschen (russisch Автономная Советская Социалистическая Республика Немцев Поволжья / Awtonomnaja Sowetskaja Sozialistitscheskaja Respublika Nemzew Powolschja) war ein politisches Gebilde in Sowjetrussland und der Sowjetunion, dessen Gebiet den Großteil des historischen Siedlungsgebietes der Wolgadeutschen umschloss, jedoch mit Letzterem nicht identisch war. Sie bestand vom 19. Oktober 1918 zunächst als sowjetische Arbeitskommune und vom 6. Januar 1924 bis zum 28. August 1941 als Autonome Sozialistische Sowjetrepublik (ASSR) innerhalb der Russischen SFSR.

## Ursprünge und Umstände der wolgadeutschen Autonomie
Schon zu Beginn des 20. Jahrhunderts zählte man allein in den Gouvernements Saratow und Samara ungefähr 600.000 deutsche Siedler. Als Bürger Russlands und damit Untertanen des russischen Zaren bevölkerten sie zum größten Teil ein Gebiet, durch das die Wolga floss, vergleichbar der Größe von Belgien (ca. 30.000 km²) ober- und unterhalb der Regionalmetropole Saratow (1916 ca. 250.000 Einwohner, davon ca. 7 % Deutsche). In den Augen des späteren Diktators Josef Stalin erfüllten die in Sowjetrussland kompakt siedelnden Wolgadeutschen bestimmte Merkmale einer Nation als einer „historisch entstandenen stabilen Gemeinschaft von Menschen“, die sich durch vier charakteristische Merkmale auszeichnete: „Gemeinschaft der Sprache, des Territoriums, des Wirtschaftslebens und der sich in der Gemeinschaft der Kultur offenbarenden psychischen Wesensart.“ Dieses stalinistische Nationsverständnis lag der sowjetischen Nationalitätenpolitik vom Ende des Russischen Bürgerkrieges bis zur Auflösung der Sowjetunion zugrunde.
Unter der wolgadeutschen Bevölkerung fand das in der „Deklaration der Rechte der Völker Russlands“ vom 2. (15.) November 1917 versprochene Selbstbestimmungsrecht der Völker eine gewisse Zustimmung. Die neue Staatsführung betrachtete die Wolgadeutschen als ein genuin eigenständiges Volk und billigte ihnen das Recht auf nationale Entwicklung und Schaffung einer eigenen Territorialautonomie zu. Der spätere Regierende Bürgermeister von Berlin, Ernst Reuter, wurde 1918 von Stalin, damals Volkskommissar für Nationalitätenfragen, mit der Führung des provisorischen Kommissariats für die Wolgadeutschen betraut.
Die Tätigkeit der Bolschewiki in Nationalitätenfragen zielte in erster Linie darauf, im Kampf mit ihren Gegnern die Unterstützung von Seiten der zahlreichen Völker zu bekommen. In der Resolution des X. Parteitages der RKP(B) im Jahre 1921 „Über die nächsten Aufgaben der Partei in der nationalen Frage“ hieß es entsprechend:

„Die RSFSR und die mit ihr verbundenen Sowjetrepubliken haben eine Bevölkerung von etwa 140 Millionen. Von diesen sind etwa 65 Millionen Nichtgroßrussen (Ukrainer, Weißrussen, Kirgisen, Usbeken, Turkmenen, Tadschiken, Aserbaidschaner, Wolgatataren, Krimtataren, Bucharen, Chiwaner, Baschkiren, Armenier, Tschetschenen, Kabardiner, Osseten, Tscherkessen, Inguschen, Karatschaier, Balkaren (die zuletzt genannten sieben Völkerschaften werden zu der Gruppe der ‚Bergvölker‘ zusammengefasst), Kalmücken, Karelier, Awaren, Darginier, Kasikumuchen, Kjuriner, Kumücken (die zuletzt genannten fünf Völkerschaften werden zu der Gruppe der ‚Dagestaner‘ zusammengefasst), Mari, Tschuwaschen, Wotjaken, Wolgadeutsche, Burjaten, Jakuten und andere).

Die Politik des Zarismus, die Politik der Gutsbesitzer und der Bourgeoisie gegenüber diesen Völkern bestand darin, alle Ansätze zu einem Staatswesen bei ihnen zu vernichten, ihre Kultur zu verstümmeln, ihrer Sprache Beschränkungen aufzuerlegen, sie in Unwissenheit zu halten und sie schließlich nach Möglichkeit zu russifizieren. Das Ergebnis einer solchen Politik waren ein niedriges Entwicklungsniveau und politische Rückständigkeit dieser Völker.“

Die rechtliche Grundlage für die Ausrufung eines autonomen Territoriums bildete der Artikel 11 der Verfassung der Russischen Sowjetrepublik vom 10. Juli 1918, die den Sowjets der Gegenden mit einer andersnationalen Bevölkerung das Recht einräumte, autonome territoriale Provinzen zu gründen.
Zum anderen erwies sich der Siedlungsraum der Wolgadeutschen, in dem große Mengen von Nahrungsmitteln beschafft werden konnten, für die neuen Machthaber von lebenswichtiger Bedeutung. Man wollte die reichhaltigen Getreidevorräte in erster Linie für die Versorgung der beiden Revolutionszentren Moskau und Petrograd (seit 1924 Leningrad) verwenden und diese Kornkammer vor Requisitionen und Plünderungen der örtlichen Gouvernement-Sowjets oder vorbeiziehender Truppen schützen.
Neben den innenpolitischen und wirtschaftlichen Kalkülen spielten im Fall der Wolgadeutschen auch außenpolitische Erwägungen eine Rolle. Vor allem ging es um die Vorbildfunktion ihrer nationalen Autonomie. Das wurde besonders im Beschluss des 11. Gebietskongresses der Räte des Gebiets der Wolgadeutschen zur Proklamation der Autonomen Sozialistischen Sowjetrepublik der Wolgadeutschen (ASSRdWD) unterstrichen:

„Der Kongress macht das kämpfende Proletariat Deutschlands auf unsere kleine autonome Einheit aufmerksam und unterstreicht damit noch einmal kräftig den Unterschied zwischen der demokratischen Freiheit Deutschlands, das sowohl von dem eigenen, als auch von dem europäischen Kapital niedergedrückt wird, und der [tatsächlichen] Freiheit der Nationalitäten, die in dem Bund der Sozialistischen Sowjetrepubliken vereinigt sind.“

## Gründung des autonomen Gebiets

Flagge der ethnischen Wolgadeutschen

An den Anfängen der deutschen Autonomie stand Ernst Reuter, ein bekannter Funktionär der Sozialdemokratischen Partei Deutschlands und später von 1948 bis 1953 Regierender Bürgermeister von West-Berlin. Noch in sowjetischer Gefangenschaft wurde er ein aktiver Kommunist und Internationalist und leitete seit April 1918 als Josef Stalins Vertrauter das „Kommissariat für deutsche Angelegenheiten im Wolgagebiet“, das die Sowjetisierung der Wolgadeutschen verfolgte. Seine Tätigkeit endete im November 1918, als er von der Novemberrevolution erfuhr und nach Deutschland zurückkehrte.
Am 19. Oktober 1918 unterzeichnete Lenin als Regierungschef nach zweitägiger umfassender Beratung das Dekret über die Gründung der Arbeitskommune (des autonomen Gebiets) der Wolgadeutschen. Insgesamt wurden bis zum März 1919 214 Dörfer aus den Gouvernements Saratow und Samara ausgegliedert. Das wolgadeutsche Gebiet bestand deswegen aus mehreren, nicht immer miteinander verbundenen Territorien und Einsprengseln unterschiedlicher Größe, die nur deutsche Siedlungen umfassten. Die Gesamtfläche betrug zunächst 19.694 km². Das Zentrum der Arbeitskommune wurde im Mai 1919 von Saratow nach Katharinenstadt (am 4. Juni 1919 in Marxstadt umbenannt) verlegt.

## Bürgerkrieg und Hungersnot

### Kriegskommunismus
Lenins Politik des Kriegskommunismus im Bürgerkrieg ruinierte nachhaltig die Wirtschaft der ländlichen Bevölkerung. Unter Gewaltandrohungen waren die Bauern gezwungen, große Mengen an Lebensmitteln an die Zentrale abzuliefern und für die Rote Armee Rekruten, Pferde und Futter bereitzustellen. Dabei kam es zu zahlreichen Willkürakten und Übergriffen. Bereits im Juli und August 1918 fanden bewaffnete Erhebungen in Balzer und im Bezirk Kamenka statt. Als Reaktion auf die besondere Brutalität von zwei Beschaffungskommandos und fortlaufende Zwangsmobilisierungen nahmen die Unruhen im Januar 1919 in Warenburg schnell den Charakter eines Volksaufstands an. Die aufgebrachten Siedler töteten mehrere Rotgardisten. Erst nach einer Woche konnte der Aufstand niedergeschlagen werden; als Sühnemaßnahme wurden 32 aktive Teilnehmer erschossen und dem begüterten Teil des Dorfes eine Kontribution in Höhe von 780.000 Rubel auferlegt.
Andersherum gab es unter den Wolgadeutschen schon vor 1914 einen beträchtlichen proletarischen Anteil, der sich vor allem aus solchen Bauern zusammensetzte, die ihre geringen Landanteile verkauft oder verpachtet hatten und deren Haupteinnahmequelle Saison- beziehungsweise Heimarbeit wurde. Nicht wenige Sympathisanten und deutsche Funktionäre rekrutierten sich aus dieser Gruppe, zu deren Radikalisierung zweifelsohne die Verbitterung während des Militärdienstes und die bolschewistischen Agitationen beitrugen. Schon im Sommer 1918 begann man mit der Aufstellung von freiwilligen Verbänden. Nach der Bestätigung der Autonomie formierte sich das Erste Katharinenstädter kommunistische deutsche Regiment, das mit 2.000 Mann am 15. Dezember an die Front in der Ukraine ging. Bis 1920 wurden weitere wolgadeutsche Einheiten der Roten Armee gebildet.
Die rücksichtslose Ausbeutung war der maßgebliche Grund dafür, dass die Arbeitskommune der Wolgadeutschen von der katastrophalen Hungersnot 1921–1922 am härtesten getroffen wurde, die sich in abgeschwächter Form 1924 wiederholte. Ein russischer Zeitgenosse äußerte sich darüber folgendermaßen:

„Es gab Momente, erlösende Momente, wenn das Brot der [Deutschen] Kommune in Petrograd und Moskau rechtzeitig eintraf, wenn es schien, dass die örtliche Bevölkerung keine Hoffnung hatte, die Tagesration von einem Achtelpfund Brot zu bekommen. Im Versorgungsjahr 1919/20 hatte das Gebiet eine Ablieferungspflicht von 14,5 Millionen Pud Getreide. Wenn man berücksichtigt, dass das Territorium der Kolonien nicht mehr als den achten Teil des Territoriums des Gouvernements Saratow und den zehnten Teil des Gouvernements Samara betrug, und dass unter anderem das Gouvernement Saratow in demselben Jahr nur 36 Millionen Pud zu leisten hatte, fällt einem die augenscheinliche Nichtübereinstimmung dieser Aufträge und ihre ungleichmäßige Verteilung, ihre Nichtkoordinierung mit den örtlichen Verhältnissen und Bedürfnissen ins Auge. Damals herrschte die Auffassung, in der kleinen Kommune sei von ‚allem viel und vollauf‘, und dadurch erklärt sich das falsche Herangehen an die Entrichtung der Getreideablieferungspflicht und das falsche Herangehen an die örtliche Bevölkerung.“

Allein 1921 flüchteten mehr als 80.000 deutsche Bewohner aus dem Wolgagebiet und zogen nach Turkestan, in den Trans- und Nordkaukasus, nach Zentralrussland, in die Ukraine oder emigrierten nach Deutschland. Hinzu kamen 47.777 erfasste Todesfälle, in ihrer Mehrheit Hungeropfer. Wie viele Ausgewanderte an den Folgen der Hungersnot und grassierenden Krankheiten starben, lässt sich nicht ermitteln. Wenn man sich vergegenwärtigt, dass auf dem Territorium der künftigen autonomen Republik vor dem Krieg 516.289 Deutsche gezählt wurden und die Volkszählung 1926 nur noch 379.630 verzeichnete, so wird das Ausmaß des Bevölkerungsrückgangs deutlich sichtbar.

### Hungeraufstände
Die aussichtslose wirtschaftliche Lage und der drohende Hungertod trieben die Masse der verzweifelten deutschen Bauern zu gewaltsamen Protestaktionen. Der eigentliche Anstoß kam von auswärts. Die eingedrungene „Aufstandsarmee“ unter der Führung des ehemaligen Offiziers Michail Pjatakow eroberte am 17. März 1921 Seelmann (heute Rownoje). Der Aufstand breitete sich rasch im gesamten Autonomen Gebiet aus. Staatliche Getreidespeicher wurden aufgebrochen und das requirierte Korn unter Bauern verteilt, das Vieh geschlachtet oder aus dem Ort getrieben. Einige Tage später begann die Belagerung der Bezirkszentren Balzer und Marxstadt, die aber nicht eingenommen werden konnten. Die ganze Erhebung war gekennzeichnet von äußerster Brutalität: Fast alle festgenommenen Kommunisten und Komsomolzen wie auch Rotgardisten und Mitglieder der Requirierungstrupps in den deutschen Siedlungen wurden ermordet, manchmal lebendig unter das Eis gesteckt, viele Sowjetaktivisten schwer misshandelt. Erst am 16. April konnte das Gebiet wieder vollständig unter bolschewistische Kontrolle gebracht werden. Die Bestrafung war nicht minder erbarmungslos: Hunderte Teilnehmer oder Sympathisanten, nicht selten auch Unbeteiligte, kamen während der Erstürmung ums Leben oder wurden später durch die eiligst gebildeten Tribunale verurteilt und sofort erschossen. Allein bei der Zurückeroberung der Siedlung Mariental (Tonkoschurowka, heute Sowetskoje) durch die Einheiten der Roten Armee am 3. April kamen etwa 550 Bauern um; weitere 74 wurden nach Urteilen eines Militärtribunals erschossen.

### Hilfe aus dem Ausland

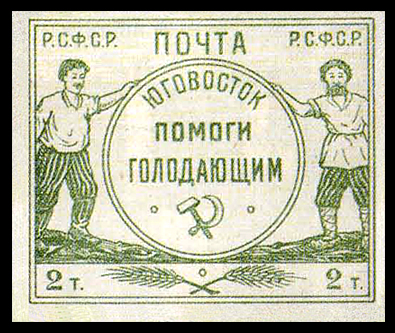
Hungerhilfebriefmarke der RSFSR (1922)

Die Moskauer Führung sah bald ein, dass sie nicht in der Lage war, diese gefährliche Situation zu entschärfen, und zeigte deshalb großes Interesse an der Unterstützung aus dem Ausland. Dramatische Appelle des weltberühmten Schriftstellers Maxim Gorki, des Außenministers Georgi Tschitscherin und anderer prominenter Persönlichkeiten im Sommer 1921 an die Weltöffentlichkeit und die Regierungen aller Staaten, mit der Bitte um sofortige Hilfe und Unterstützung, verfehlten ihre Wirkung nicht. Zahlreiche internationale Organisationen leisteten eindringlichen Hilferufen Folge. Durch die Lebensmittellieferungen retteten vor allem die „American Relief Administration“ (ARA) unter der Leitung von Herbert Hoover und das von dem bedeutenden Polarforscher Fridtjof Nansen geschaffene „Kinderhilfswerk“ das Leben von Millionen Menschen in Russland: Allein in der Arbeitskommune konnten sie schon Ende des Jahres rund 80.000 Kinder ernähren, und bis zum 1. April 1922 erhöhte sich ihre Zahl auf 158.000. In den Sommermonaten übernahmen ARA und „Kinderhilfswerk“ zeitweilig die Speisung von 181.000 Erwachsenen. Somit leisteten diese beiden wohltätigen Organisationen einen entscheidenden Beitrag zur physischen Rettung der buchstäblich vom Aussterben bedrohten wolgadeutschen Bevölkerung.
Auch wandten sich hochrangige sowjetische Vertreter an die deutsche Regierung mit der Bitte, vor allem die dringend nötige ärztliche Hilfe zu leisten. So konnte Anfang 1922 u. a. eine medizinische Hilfsexpedition des Deutschen Roten Kreuzes (DRK) ihre Tätigkeit zur Bekämpfung der Seuchengefahr, vor allem der Cholera, des Unterleibtyphus und der weit verbreiteten Malaria im Wolgagebiet aufnehmen. In zahlreichen Ortschaften entfaltete ihre Aktivitäten die Aktionsgemeinschaft „Brüder in Not – Reichssammlung für die hungernden Deutschen“. Auch die nach Deutschland ausgewanderten Russlanddeutschen bemühten sich um eine möglichst enge Verbindung zu ihren Landsleuten und verbliebenen Verwandten. So erlaubten die Sowjetbehörden dem „Verein der Wolgadeutschen“ in Berlin für die Koordination von Hilfsaktivitäten der Emigrantenorganisationen aus Nordamerika und Deutschland, eine Anlaufstelle in Saratow aufzubauen. Im Jahre 1924 mussten allerdings die ausländischen Hilfsorganisationen ihre Tätigkeit in der UdSSR einstellen.

## „Abrundung“ 1922

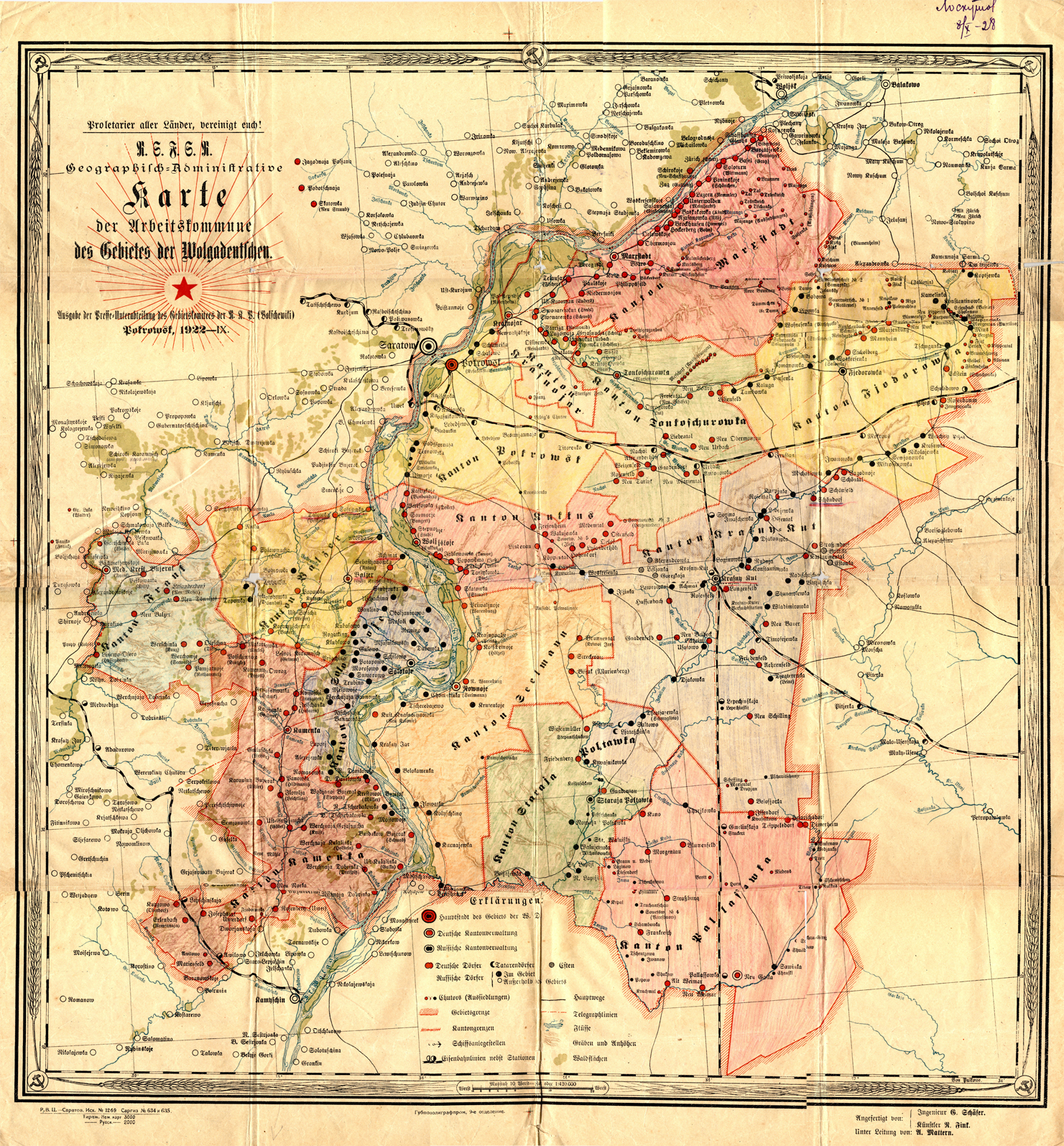
Arbeitskommune des Gebiets der Wolgadeutschen im Sept. 1922 (nach der „Abrundung“)

1922 stand die Arbeitskommune vor schier unüberwindbaren Problemen. Neben einem bedeutenden Schwund an Menschenleben, fluchtartigen Abwanderungen und einer hungernden Restbevölkerung kam jegliche gesellschaftliche und wirtschaftliche Aktivität zum Erliegen. Die Aussaatfläche betrug 1921 lediglich 313.000 Dessjatinen (1 Dessjatine ≈ 1,1 ha) Land und somit nur 29 % der Aussaatfläche von 1914 (1.085.000 Dessjatinen). Noch gravierender fiel in dieser Zeit der Rückgang des Viehbestandes aus: Er betrug 213.000 Stück Vieh oder nur ein Sechstel der Stückzahl vor dem Krieg. Die Industrieproduktion mit 4,7 Mio. Rubel im Jahre 1921 erreichte nur 31 % des Vorkriegszustandes.
Die wolgadeutsche Führung versuchte unter anderem, durch eine „Abrundung“, das heißt durch die Aufnahme andersethnischer Siedlungen und Landkreise, die zwischen den deutschen Territorien und Enklaven lagen, die Überlebensfähigkeit des nationalen Gebiets zu sichern. Die angestrebte Einverleibung des mehrheitlich von Russen und Ukrainern bewohnten Pokrowsker Bezirkes mit der gleichnamigen Stadt hätte den dringend benötigten Anschluss an das gesamtrussische Eisenbahnnetz verschafft. Die Regierung in Moskau stimmte in einem Dekret vom 22. Juni 1922 den Vorschlägen aus Marxstadt zu: Die Fläche des deutschen Gebiets vergrößerte sich zunächst um 29 % auf 25.447 km² und die Bevölkerungszahl um 64 % oder auf 527.876 Menschen. Demnach stellten nach offiziellen Angaben die Deutschen mit 67,5 %, Russen mit 21,1 % und Ukrainer mit 9,7 % Bevölkerungsanteil die bedeutenden ethnischen Gemeinschaften. Das Territorium wurde in 14 Kantone (Rayons) gegliedert (in Klammern heutige Namen, sofern geändert): Pokrowsk (Engels), Krasnojar (Krasny Jar), Marxstadt (Marx), Mariental (Sowetskoje), Fjodorowka, Krasny Kut, Pallassowka, Staraja Poltawka, Seelmann (Rownoje), Kukkus (Priwolschskoje), Balzer (Krasnoarmeisk), Frank (Medwediza), Kamenka, Solotoje. Den Regierungssitz verlegte man am 25. Juli desselben Jahres von der abseits und ohne Eisenbahnverbindung ungünstig liegenden Marxstadt in das zentral und verkehrsmäßig wesentlich besser erreichbare Pokrowsk, das 1931 in Engels umbenannt wurde.
Insgesamt brachte die territoriale Abrundung, ungeachtet potentieller ethnischer Konflikte als Belastungsfaktor, doch wesentlich günstigere wirtschaftliche und infrastrukturelle Rahmenbedingungen mit sich und trug zu erhöhten Überlebenschancen der Autonomie bei.

## Statuserhöhung
Ein Jahr später wurden die örtlichen Funktionäre durch die Nachricht über die mögliche Herabstufung der nationalen Autonomie zu einem „Bezirk“ in dem vorgesehenen „Wirtschaftsgebiet Untere Wolga“ alarmiert. Um dem vorzubeugen, strebten sie nun die Aufwertung des deutschen Gebiets in eine Autonome Republik an, wofür innen- und außenpolitische Gründe vorgebracht wurden. Eine eigens nach Moskau geschickte Abordnung konnte die Parteispitze und Stalin persönlich davon überzeugen. Am 13. Dezember 1923 stimmte das Politbüro des ZK der WKP(b) dem Vorschlag aus Pokrowsk zu. Am 6. Januar 1924 rief der XI. Rätekongress des Gebiets die Autonome Sozialistische Sowjetrepublik der Wolgadeutschen (ASSRdWD) aus. Einige Wochen später bestätigten das Gesamtrussische Zentralexekutivkomitee und der Rat der Volkskommissare der RSFSR im Erlass vom 20. Februar 1924 die Umwandlung und legte u. a. fest, dass „Deutsch, Russisch und Ukrainisch die Amtssprachen“ der Republik seien.

## 1924 bis 1930er Jahre
In den 1920er Jahren diente die Existenz der wolgadeutschen Republik der Sowjetunion dazu, ihre Toleranz zu demonstrieren. Kulturelle und wirtschaftliche Beziehungen zur Weimarer Republik wurden sogar begünstigt.
Die Republik wurde von einer Delegation der KPD besucht, die über die „großen Erfolge“ im „ersten sozialistischen deutschen Staat“ berichten konnte. Es gab zahlreiche deutsche Kulturvereine und eine eigene deutschsprachige Presse in der Region, darunter auch die Zeitung „Nachrichten“. Die Lage der Republik änderte sich, als die NSDAP unter Adolf Hitler 1933 die Macht ergriff. Während der 1930er Jahre waren viele Wolgadeutsche Repressionen ausgesetzt (Verhaftungen, Verbannungen) und das kulturelle Leben der Einwohner der Republik wurde stark eingeschränkt. In der ganzen Sowjetunion wurden zahlreiche Deutsche als „Agenten des faschistischen Regimes“ verdächtigt und teilweise verhaftet. Im Oktober 1935 wurde der gesamte deutsche Bezirk Pulin (in Wolhynien, heute Ukraine) aufgelöst, die Einwohner zwangsumgesiedelt.
Nach den stalinschen Säuberungen (bekannt als Großer Terror in der Sowjetunion) fand im Juli 1938 die 21. Parteikonferenz der Republik statt. Es wurden „große Erfolge“ in der Republik, beispielsweise in der „Ausrottung der trotzkistisch-bucharinschen und bürgerlich-nationalistischen Agenten des Faschismus [und] in der Liquidation der Folgen ihres feindlichen Handelns“ konstatiert. Man stellte auch fest, dass viele neue Kader aufgestellt worden waren.
Das letzte Staatsoberhaupt der Republik (Vorsitzender des Präsidiums des Obersten Sowjets 1938–1941) war Konrad Hoffmann (1894–1977; russisch Конрад Генрихович Гофман, transliteriert Konrad Genrichowitsch Gofman), der letzte Ministerpräsident Alexander Heckmann (1908–1994; russisch Александр Иоганнесович Гекман, transkribiert Alexander Iogannesowitsch Gekman).

## 1939 bis 1941
Hingegen kam es nach der Unterzeichnung des deutsch-sowjetischen Grenz- und Freundschaftsvertrages (September 1939) zu einer mindestens scheinbaren Wendung. Die äußerst geringe Autonomie wurde nicht weiter eingeschränkt. Für das Jahr 1940 war angeblich auch ein Besuch Hitlers geplant. Es wurde ein Empfang vorbereitet und „laut gut dokumentierten Berichten der Parteifunktionäre bereits Banner und Hakenkreuzfähnchen zugeteilt“. Der Besuch kam nie zustande, aber die Banner sollten für die Bolschewiken später als Beweis einer vermeintlichen Kollaboration der Wolgadeutschen dienen. 
Bald darauf war ein „Deutsches Rückwanderungskomitee“ entstanden, welches das sich verbessernde politische Klima für den Zweck der Auswanderung nach Deutschland nutzen wollte. Den kommunistischen Behörden war die Rückwanderungsbewegung jedoch ein Dorn im Auge: die möglichen Rückwanderer hätten zu viel über die Lebensbedingungen im „ersten deutschen sozialistischen Staat“ berichten können.

### Bevölkerung der Wolgarepublik
Anteil der Nationalitäten (bzw. Ethnien und Glaubensgruppen) an der Bevölkerung
Stand 1939
| Deutsche   | 366.685 | (60,46 %) |
| Russen     | 156.027 | (25,72 %) |
| Ukrainer   | 58.248  | (9,6 %)   |
| Kasachen   | 8.988   | (1,48 %)  |
| Tataren    | 4.074   | (0,67 %)  |
| Mordwinen  | 3.048   | (0,5 %)   |
| Weißrussen | 1.636   | (0,27 %)  |
| Chinesen   | 1.284   | (0,21 %)  |
| Juden      | 1.216   | (0,20 %)  |
| Sonstige   | 5.326   | (0,88 %)  |
| Gesamt     | 606.532 | (100 %)   |

## Deportation und Auflösung der Republik im Jahre 1941

Die Wolgadeutsche Republik im heutigen Russland

Mit Beginn des Deutsch-Sowjetischen Krieges am 22. Juni 1941 gab es zunächst keine grundsätzlichen Veränderungen. Die sowjetische Führung versuchte sogar, die Wolgadeutsche Republik und das Deutsche Reich nebeneinander zu stellen. Am 13. und 14. Juli 1941 wandten sich Hoffmann und Heckmann an das deutsche Volk. Konrad Hoffmann:

„Soldaten, Arbeiter, Bauer, Intelligenten Deutschlands! Vergießt nicht euer Blut für die räuberischen Ziele Hitlers! Wendet eure Waffen gegen euren Todfeind Hitler und seine blutdürstige Bande der Gewalttäter. Nur nach der Vernichtung Hitlers und seiner Meute könnt ihr ein freies und glückliches Leben haben. Nieder mit dem blutigen Faschismus! Steht auf zum Kampf für das freie Deutschland!“

Ihm sekundierte Heckmann, der deklarierte:

„Das Leben der Wolgadeutschen im Lande der Sowjets ist frei, glücklich und wohlhabend. Das Leben der Werktätigen Deutschlands unter der Herrschaft der faschistischen Bande ist ein restloser Albtraum, voller Leiden, unerhörter Unterdrückung und Entbehrung. Wendet eure Bajonette gegen die faschistischen Kannibalen, helft den Völkern, die Aggressoren dem Erdboden gleichzumachen, die Völker von den Greueln, Armut und Leiden befreien, in die sie die deutschen Faschisten versetzt haben.“

Mit einem Dekret des Obersten Sowjets der UdSSR vom 28. August 1941 (Über die Umsiedlung der in den Rajons der Powolschje lebenden Deutschen) wurde die deutsche Volksgruppe in der UdSSR der Kollaboration für schuldig befunden. Die gesamte Bevölkerung der Wolgarepublik, der Regionen Saratow und Stalingrad, sollte nach Kasachstan oder Sibirien deportiert werden.
„Vertrauenswürdigen Informationen“ zufolge sollten „Tausende“ der wolgadeutschen Spione und Diversanten „im Auftrag von aus Deutschland ankommenden Signalen“ Sabotage ausüben. Da dennoch keiner der Wolgadeutschen die sowjetischen Behörden über „die Anwesenheit solcher großen Menge von Diversanten und Spione informiert“ habe, seien die Behörden zu dem Schluss gekommen, „infolgedessen verberg[e] die deutsche Bevölkerung der Wolgagebiete untereinander die Feinde des sowjetischen Volkes und der sowjetischen Macht.“
Nach der Veröffentlichung des Erlasses (30. August 1941) in den Zeitungen Nachrichten und Bolschewik der Wolgarepublik wurden alle deutschen Parteifunktionäre entlassen bzw. traten selbst zurück, da der Erlass konsequent verdeutlichte, alle Deutschen dieser Region seien umzusiedeln. Innerhalb weniger Wochen wurden die Russlanddeutschen aus den europäischen Teilen der Sowjetunion nach Osten – vorwiegend Sibirien, Kasachstan und an den Ural deportiert. Die Sowjetunion wollte mit der Umsiedlung eine weitreichende Kollaboration der Russlanddeutschen mit Nazi-Deutschland verhindern. Vor dem Anfang der Deportation organisierte das NKWD etliche Provokationen, z. B. wurden in SS-Uniformen eingekleidete sowjetische Truppen, die so die Rolle einer deutschen Vorhut spielen sollten, abgesetzt. Einige deutsche Dörfer wurden vernichtet, alle Bewohner der Häuser, in denen noch die von den Behörden für den Fall des Hitler-Besuchs verteilten Flaggen gefunden wurden, wurden umgebracht.
Das Territorium der Wolgadeutschen Republik ging mit der Auflösung 1941 zu gut zwei Dritteln an die Oblast Saratow, der Rest an die Oblast Stalingrad (seit 1961 Oblast Wolgograd).

## Nach der Deportation
Die Russlanddeutschen unterstanden während und nach dem Zweiten Weltkrieg einer sogenannten Kommandantur mit strengen Meldepflichten und Ausgangsbeschränkungen. Die Kommandantur wurde erst im Januar 1956 aufgehoben. Die russlanddeutschen Siedlungen im asiatischen Teil des Landes bestanden jedoch weiter; nur einzelne Wolgadeutsche konnten an die Wolga zurückkehren.
Während des Zweiten Weltkrieges wurden neben den Bewohnern der Wolgadeutschen Republik auch die meisten anderen Russlanddeutschen zur Zwangsarbeit verpflichtet (sogenannte „Trudowaja armija“, kurz „Trudarmija“, „Arbeitsarmee“). Darunter war ein gewisser Anteil von Nazi-Kollaborateuren, die zunächst in den von der deutschen Wehrmacht besetzten Territorien, wie dem Nordkaukasus oder der Ukraine, verblieben waren.
Im Jahr 1939 lebten in Russland etwa 860.000 Deutsche, 1959 etwa 820.000, davon mehrere Hunderttausend nach der Umsiedlung in Kasachstan. Im Jahr 1959 hatten die Region Altai und die Oblaste Omsk und Nowosibirsk den höchsten Bevölkerungsanteil an Russlanddeutschen. Bereits um etwa 1900 wurden deutsche Siedlungsgebiete in Sibirien gegründet. Die größten Siedlungen waren vor der Deportation die Oblast Omsk, die Region Altai, die Oblast Orenburg und die Oblast Tscheljabinsk. Durch die Umsiedlung nahm die Bevölkerungszahl der Russlanddeutschen dort um das Mehrfache zu.
Anzahl der Russlanddeutschen nach Verwaltungseinheiten im Jahr 1939:
Oblast Omsk: 59.832
Region Altai: 33.203
Oblast Orenburg: 18.594
Oblast Tscheljabinsk: 6.019
Anzahl der Russlanddeutschen nach Verwaltungseinheiten im Jahr 1959:
Oblast Omsk: 105.728
Region Altai: 143.074
Oblast Orenburg: 34.639
Oblast Tscheljabinsk: 48.675
Im Spätherbst 1941 schlug der polnische General Władysław Anders, der Befehlshaber der in der Sowjetunion aufgestellten polnischen Streitkräfte, der sowjetischen Führung vor, in den verlassenen Dörfern der Wolgadeutschen polnische Familien vorübergehend anzusiedeln, die 1939/40 von den sowjetischen Besatzungsbehörden in die Tiefen der Sowjetunion deportiert worden waren, nach dem Sikorski-Maiski-Abkommen, das die Beziehungen zwischen dem Kreml und der polnischen Exilregierung in London neu regelte, aber freikommen sollten. Nach Anders’ Vorstellungen sollte dies eine Zwischenstation für die Polen sein, bis die deutschen Besatzer aus Polen verdrängt seien. Er verhandelte darüber mit dem NKWD-General Iwan Serow. Doch die Führung in Moskau ignorierte den Vorschlag.

## Nach der Rehabilitierung 1964
Nach der vollständigen Rehabilitierung der Russlanddeutschen 1964, die die Vorwürfe des Stalinschen Dekrets von 1941, mit dem nationalsozialistischen Deutschland kollaboriert zu haben, zurücknahm, wurde die Wolgadeutsche ASSR jedoch nicht wiedergegründet. Seit den 1980er Jahren drängten Wolgadeutsche auf Wiederherstellung ihrer autonomen Republik. Die Bundesrepublik Deutschland befürwortete 1992 die Wiederansiedlung an der Wolga, die russische Regierung signalisierte zeitweilig Einverständnis. Das Projekt scheiterte jedoch am Widerstand der ortsansässigen russischen Bevölkerung. Seit 1987 hatte die Ausreisebereitschaft der Russlanddeutschen große Ausmaße angenommen und konnte in Deutschland nur durch die Einführung einer Obergrenze von maximal 100.000 Menschen pro Jahr geregelt werden. Von 1990 bis 2000 kamen mehr als zwei Millionen Russlanddeutsche und ihre (teilweise nichtdeutschen) Angehörigen nach Deutschland, seit 1995 allerdings mit stark sinkender Tendenz.
1996 wurde das Museum für russlanddeutsche Kulturgeschichte in Detmold eröffnet und 1999 nahm der Verein der Plautdietsch-Freunde seine Arbeit auf, der die Sprache, Literatur und Kultur der Russlandmennoniten bewahrt. Das Denkmal der Russlanddeutschen Opfer wurde 2011 in Engels enthüllt.